# Пшенславиці (Сохачевський повіт)
Пшенславиці (пол. Przęsławice) — село в Польщі, у гміні Брохув Сохачевського повіту Мазовецького воєводства.
Населення — 245 осіб (2011).
У 1975-1998 роках село належало до Варшавського воєводства.

## Демографія
Демографічна структура станом на 31 березня 2011 року:
|          | Загалом | Допрацездатний вік | Працездатний вік | Постпрацездатний вік |
| -------- | ------- | ------------------ | ---------------- | -------------------- |
| Чоловіки | 120     | 22                 | 72               | 26                   |
| Жінки    | 125     | 21                 | 64               | 40                   |
| Разом    | 245     | 43                 | 136              | 66                   |